# Stanhopea × fowlieana
Stanhopea × fowlieana Jenny , 1993 è un'orchidea della sottofamiglia Epidendroideae (tribù Cymbidieae, sottotribù Stanhopeinae).
È un ibrido naturale di S. costaricensis × S. ecornuta.

## Distribuzione e habitat
È un'orchidea epifita, endemica della Costa Rica.